# Madhuca rufa
Madhuca rufa är en tvåhjärtbladig växtart som först beskrevs av George King och James Sykes Gamble, och fick sitt nu gällande namn av Pieter van Royen. Madhuca rufa ingår i släktet Madhuca och familjen Sapotaceae. IUCN kategoriserar arten globalt som sårbar. Inga underarter finns listade i Catalogue of Life.